# 勒特普庫爾湖
52°22′28″N 13°15′35″E / 52.374315°N 13.259833°E

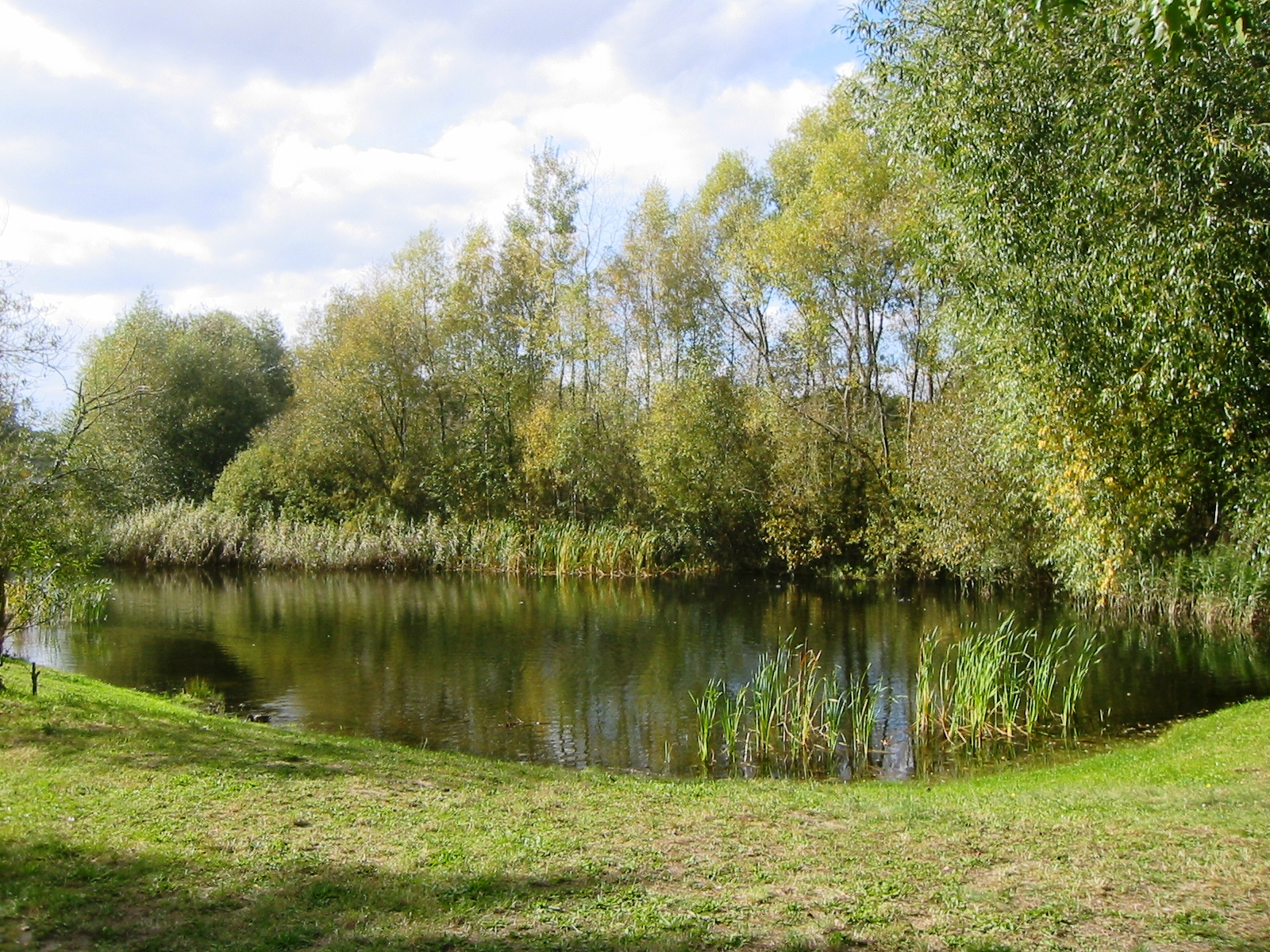

勒特普庫爾湖（德語：Röthepfuhl），是德國的湖泊，位於該國西南部，由勃蘭登堡州負責管轄，處於波茨坦-米特爾馬克縣，長0.2公里、寬0.1公里，面積0.05平方公里，平均水深0.8米，最大水深1.6米。